# Paronychia angorensis
Paronychia angorensis är en nejlikväxtart som beskrevs av Mohammad Nazeer Chaudhri. Paronychia angorensis ingår i släktet prasselörter, och familjen nejlikväxter. Inga underarter finns listade i Catalogue of Life.